# Sunshine Kitty
Sunshine Kitty è il quarto album in studio della cantante svedese Tove Lo, pubblicato il 20 settembre 2019 dall'etichetta discografica Island Records.

## Tracce
1. Gritty Pretty (Intro) – 0:45 (Ebba Nilsson, Jakob Jerlström, Ludvig Söderberg)
2. Glad He's Gone – 3:16 (Ebba Nilsson, Karl Schuster, Jakob Jerlström, Ludvig Söderberg)
3. Bad as the Boys (feat. Alma) – 3:06 (Ebba Nilsson, Jakob Jerlström, Ludvig Söderberg)
4. Sweettalk My Heart – 2:59 (Ebba Nilsson, Ludvig Söderberg, Svante Halldin, Jakob Hazell)
5. Stay Over – 3:09 (Ebba Nilsson, Ludvig Söderberg, Svante Halldin, Jakob Hazell)
6. Are U Gonna Tell Her? (feat. MC Zaac) – 2:38 (Ebba Nilsson, Jakob Jerlström, Ludvig Söderberg, Isaac Daniel, Umberto Tavares, Jefferson Junior)
7. Jacques (con Jax Jones) – 3:23 (Timucin Aluo, Uzoechi Emenike, Mark Ralph, Ebba Nilsson)
8. Mateo – 2:49 (Ebba Nilsson, Max Martin, Jakob Jerlström, Ludvig Söderberg)
9. Come Undone – 2:57 (Ebba Nilsson, Ludvig Söderberg, Svante Halldin, Jakob Hazell)
10. Equally Lost (feat. Doja Cat) – 2:14 (Ebba Nilsson, Mattias Larsson, Robin Fredriksson, Max Martin, Amala Dlamin)
11. Really Don't Like U (feat. Kylie Minogue) – 3:45 (Ebba Nilsson, Caroline Furoyen, Ian Kirkpatrick)
12. Shifted – 3:12 (Ebba Nilsson, Ludvig Söderberg, Svante Halldin, Jakob Hazell)
13. Mistaken – 2:56 (Ebba Nilsson, Joel Little)
14. Anywhere U Go – 3:59 (Ebba Nilsson, Ludvig Söderberg, Svante Halldin, Jakob Hazell)

Sunshine Kitty (Paw Prints Edition)
1. Sadder Badder Cooler – 2:51 (Ebba Nilsson, Elvira Anderfjärd, Max Martin)
2. Bikini Porn – 2:42 (Ebba Nilsson, Finneas O'Connell, Jakob Hazell, Ludvig Söderberg, Svante Halldin)
3. I'm Coming – 3:16 (Ebba Nilson, Christian Walz, Veronica Maggio)
4. Passion and Pain Taste the Same When I'm Weak – 4:00 (Tove Lo, Finneas O'Connell)
5. Gritty Pretty (Intro) – 0:45 (Ebba Nilsson, Jakob Jerlström, Ludvig Söderberg)
6. Glad He's Gone – 3:16 (Ebba Nilsson, Karl Schuster, Jakob Jerlström, Ludvig Söderberg)
7. Bad as the Boys (feat. Alma) – 3:06 (Ebba Nilsson, Jakob Jerlström, Ludvig Söderberg)
8. Sweettalk My Heart – 2:59 (Ebba Nilsson, Ludvig Söderberg, Svante Halldin, Jakob Hazell)
9. Stay Over – 3:09 (Ebba Nilsson, Ludvig Söderberg, Svante Halldin, Jakob Hazell)
10. Are U Gonna Tell Her? (feat. MC Zaac) – 2:38 (Ebba Nilsson, Jakob Jerlström, Ludvig Söderberg, Isaac Daniel, Umberto Tavares, Jefferson Junior)
11. Jacques (con Jax Jones) – 3:23 (Timucin Aluo, Uzoechi Emenike, Mark Ralph, Ebba Nilsson)
12. Mateo – 2:49 (Ebba Nilsson, Max Martin, Jakob Jerlström, Ludvig Söderberg)
13. Come Undone – 2:57 (Ebba Nilsson, Ludvig Söderberg, Svante Halldin, Jakob Hazell)
14. Equally Lost (feat. Doja Cat) – 2:14 (Ebba Nilsson, Mattias Larsson, Robin Fredriksson, Max Martin, Amala Dlamin)
15. Really Don't Like U (feat. Kylie Minogue) – 3:45 (Ebba Nilsson, Caroline Furoyen, Ian Kirkpatrick)
16. Shifted – 3:12 (Ebba Nilsson, Ludvig Söderberg, Svante Halldin, Jakob Hazell)
17. Mistaken – 2:56 (Ebba Nilsson, Joel Little)
18. Anywhere U Go – 3:59 (Ebba Nilsson, Ludvig Söderberg, Svante Halldin, Jakob Hazell)
19. Are U Gonna Tell Her? (feat. MC Zaac) (Heavy Baile Remix) – 2:44 (Ebba Nilsson, Jakob Jerlström, Ludvig Söderberg, Isaac Daniel, Umberto Tavares, Jefferson Junior)
20. Sweettalk My Heart (Team Salut Remix) – 2:59 (Ebba Nilsson, Ludvig Söderberg, Svante Halldin, Jakob Hazell)
21. Sweettalk My Heart (Live at Vevo) – 3:24 (Ebba Nilsson, Ludvig Söderberg, Svante Halldin, Jakob Hazell)
22. Mistaken (Live at Vevo) – 2:59 (Ebba Nilsson, Joel Little)

## Classifiche
| Classifica (2019) | Posizione massima |
| ----------------- | ----------------- |
| Australia         | 54                |
| Belgio (Fiandre)  | 75                |
| Belgio (Vallonia) | 117               |
| Canada            | 49                |
| Estonia           | 14                |
| Finlandia         | 20                |
| Francia           | 169               |
| Irlanda           | 57                |
| Lituania          | 7                 |
| Norvegia          | 22                |
| Paesi Bassi       | 51                |
| Regno Unito       | 59                |
| Spagna            | 97                |
| Stati Uniti       | 61                |
| Svezia            | 19                |
| Svizzera          | 88                |